# Marlon Riggs
Marlon Troy Riggs (Fort Worth, 3 febbraio 1957 – Oakland, 5 aprile 1994) è stato un regista cinematografico statunitense.

## Biografia
Mentre era studente ad Harvard, Riggs si rese conto di essere omosessuale e presentò una petizione al Dipartimento di Storia, ricevendo l'approvazione per perseguire uno studio indipendente sulla rappresentazione dell'"omosessualità maschile nella narrativa e nella poesia americana". Quando iniziò a studiare la storia del razzismo e dell'omofobia americani, Riggs si interessò a comunicare le sue idee su questi argomenti attraverso i film.
Dopo aver lavorato per una stazione televisiva locale in Texas per circa un anno, si è trasferito a Oakland, in California, conseguendo il master in giornalismo con specializzazione in film documentari nel 1981 presso l'Università della California - Berkeley, dopo aver co-diretto con Peter Webster una tesi di master intitolata Long Train Running: The Story of the Oakland Blues, un video di mezz'ora sulla storia della musica blues a Oakland.

### Carriera cinematografica
Dopo aver terminato la scuola di specializzazione, Riggs ha iniziato a lavorare su molte produzioni di documentari indipendenti, assistendo registi e produttori di documentari inizialmente come assistente al montaggio e successivamente come supervisore o montatore di post-produzione su documentari sulla corsa agli armamenti americana, sul Nicaragua, sull'America Centrale, sul sessismo e sui diritti dei disabili.
Nel 1987, è stato assunto come docente part-time presso la Graduate School of Journalism di Berkeley per insegnare regia di documentari. Divenne il più giovane professore di ruolo di arti e discipline umanistiche alla UC Berkeley.
Nel 1987, ha completato il suo primo documentario professionale, Ethnic Notions: un documentario prodotto in modo indipendente, il film è stato ispirato da una mostra di cimeli neri al Berkeley Art Center di stereotipi neri provenienti dalla collezione di Jan Faulkner, mettendo in luce il palese razzismo dell'era immediatamente successiva alla Guerra Civile.
Nel 1989, Riggs ha completato lo storico film documentario sperimentale Tongues Untied, narrato dalle voci di Riggs e dei poeti Essex Hemphill e Joseph Beam.
Nel 1988, mentre lavorava sia su Color Adjustment che su Tongues Untied, a Riggs fu diagnosticato l'HIV dopo essere stato sottoposto a cure per un'insufficienza renale quasi fatale in un ospedale in Germania. Nonostante il peggioramento della salute, decide di continuare a insegnare a Berkeley e a realizzare documentari.
Nel cortometraggio del 1990 Affirmations, Riggs ha esplorato la sessualità dei maschi afroamericani e il rapporto con la comunità afroamericana in generale. Alcuni uomini hanno espresso la mancanza di accettazione all'interno della comunità afroamericana e il divario causato dal loro orientamento sessuale. Nel 1991, Riggs ha diretto e prodotto Anthem, un breve documentario/video musicale sulla sessualità maschile afro-americana.
Nel 1991, Riggs ha fondato Signifyin' Works, una società di produzione senza scopo di lucro che produce film sulla storia e la cultura afro-americana.
Il documentario del 1992 Color Adjustment è stato il secondo film di Riggs incentrato sulla rappresentazione degli afroamericani nella televisione in prima serata.
Nel 1992, Riggs ha diretto il film No Regret, in cui cinque uomini gay neri sieropositivi discutono di come stanno combattendo il doppio stigma che circonda la loro infezione e l'omosessualità.

### Morte
Poco dopo aver completato Color Adjustment, Riggs iniziò a lavorare su quello che sarebbe stato il suo ultimo film, Black Is...Black Ain't, ma morì all'età di 37 anni per complicazioni causate dall'AIDS il 5 aprile 1994, prima che potesse terminare il film. Il progetto è stato completato postumo dalla troupe, sotto la supervisione del consiglio di amministrazione di Signifyin' Works.

## Filmografia
- Ethnic Notions (1986)
- Tongues Untied (1989)
- Affirmations (1990, cortometraggio)
- Anthem (1991, cortometraggio)
- Color Adjustment (1992)
- No Regret (1993, cortometraggio)
- Black Is... Black Ain't (1994)